# 阿拉斯泰爾·蘭姆
阿拉斯泰尔·兰姆（英語：Alastair Lamb，1930年1月9日—2023年，出生於中國的英国籍外交史学家、考古学家、民族志工作者，著有多部关于中印边界问题和克什米尔冲突的书籍。

## 生平
兰姆在1930年1月9日生于哈尔滨，父亲是一名汉学家，母亲则是一名澳大利亚人。1941年至1942年间，兰姆的父母遭到侵华日军囚禁，兰姆则被送到英国的锡德茅斯与祖父哈里生活。
兰姆的中学就读于哈罗公学，他于1953年进入剑桥大学国王学院学习历史，并在1958年取得博士学位，其后经过培训成为一名外交史学家。他的论文主要讨论英属印度诸省边界，特别是沃倫·黑斯廷斯时代和英國侵藏戰爭期间的藏区历史。这篇论文在1960年初次发表时的标题为《英国和中国的中亚》，后在1986年重新发表时改为《英属印度与藏区》。
1959年，兰姆搬到了英屬馬來亞居住，用了9年时间在马来亚大学研读历史，同时亦在马来亚和泰国的考古遗址研究印度教和佛教文化。此后，兰姆到澳洲国立大学的历史系担任了3年的资深研究员。1968年到1972年间，兰姆前往加纳大学担任历史系教授。
兰姆曾于1970年代在巴基斯坦总统佐勒菲卡尔·阿里·布托的办公室工作过一段时间，1980年代，兰姆前往英国的赫特福德理工学院继续研究历史。
2023年3月15日，兰姆因病去世。

## 研究
1960年，兰姆通过勞特利奇以书籍形式发表了博士论文《英国和中国的中亚：1761年至1905年通往拉萨之路》（'"Britain and Chinese Central Asia: The Road to Lhasa 1761 to 1905'"），主要讨论荣赫鹏对藏区的入侵。1986年，兰姆根据新公布的档案文献，将书籍内容进一步扩充到了1910年，同时把标题改为《英属印度和藏区：1766年-1910年》。
1960年代，兰姆研究了位于吉打和泰国南部的一些印度教和佛教遗址，发表了一系列相关文章。
1962年，在中印边界争议一步步升级的背景下，兰姆工作于英国的国家档案局和印度的事务部档案馆。他称自己在研究中偶然发现了大量文件，上面的说法与印度外交部的说法有很大出入。在记者多萝西·伍德曼的安排下，兰姆前往印度在伦敦的高级办事处会见了一名高级官员，试图引起印度方面对相关文件的注意，但根据兰姆的说法，那名官员对这些文件并无太大兴趣。兰姆还表示他越是仔细检查印度当局发布的文件，越是觉得那写文件“存在歪曲事实和错误引用的问题”，因此只能“不情愿地”得出印度非常不重视自己的领土宣示与历史事实的贴合情况的结论。1964年，兰姆撰写了一部名为《中印边界》的书籍，并表示自己在书中“尽力淡化了印度发布的文件存在的缺陷”。1966年，兰姆将《中印边界》扩充至两卷，并重新定名为“麦克马洪线”。
兰姆也被认为是克什米尔争端的法律史和外交史专家，他第一部关于此方面的书籍为《克什米尔危机》，出版于1966年第二次印巴战争爆发后不久。1991年克什米尔叛乱爆发后，兰姆又对《克什米尔危机》进行了扩充，并更名为《一份充满争议的遗产：克什米尔》。

## 评价
记者、学术人士安德鲁·怀特黑德（Andrew Whitehead）认为兰姆是一名优秀的历史学家，但其言论存在过于片面的缺点。学者伊恩·科普兰则认为兰姆是一名孜孜不倦、注重细节的“一丝不苟”的历史学家。印度旁遮普大学历史与中亚研究系历史学教授梅赫拉（Parshotam Mehra）将兰姆称为一名“具有优秀学术特质的专业历史学家”，认为他的研究虽然在陈述和解释上存在差距，但仍然非常彻底和艰苦。
兰姆在中印边界问题上的观点常常受到来自印度等方面的批评，例如贝蒂尔·林特纳就曾在《中国的印度战争》一书中驳斥过兰姆对于《西姆拉條約》的观点。他的许多研究成果都遭到印度当局封锁，且他认为印度政府是他未能取得更高学术职称的重要因素。

### 对《麦克马洪线》的评价
里奥·罗斯认为《麦克马洪线》并非一部学术著作，而是一份“特殊辩护”，因为其过于偏向中国立场。他表示兰姆确实正确地指出了中国从未同意《西姆拉條約》中关于麦克马洪线的定义，但并未考虑到英国和藏区政府在这个问题上的发言权。罗斯还认为，从兰姆认为已经独立的印度拒绝听从英国皇族建议的做法“不合适”（out of place）来看，他似乎对这件事非常恼火。
梅赫拉认为《麦克马洪线》是一部“困难的努力”下的作品，但亦表示该书很片面，因为它过于支持中国的立场，而忽略了印度方面的论据。他认为虽然兰姆总体上“相当可靠”，但经常会滑向宗派主义。梅赫拉后来也写了一部关于麦克马洪线的著作，里奥·罗斯认为这部著作与兰姆的比起来“更为平衡”以及拥护意味更少。
荷兰政治学家范艾倫认为《麦克马洪线》一书给人的印象非常深刻，且在1904年到1914年间中国、印度与藏区之间的关系方面给出的论据非常充分，所提出的说法也很符合印度事務部的檔案。范艾伦还指出，由于兰姆将重心放在了与伦敦交换的意见之上，他对于印度政府和藏区方面的说法可能持批评态度，但这些批评的问题更多出在腔调方面而非实质性方面。

### 对《一份充满争议的遗产：克什米尔》的评价
作家维多利亚·斯科菲尔德认为《一份充满争议的遗产:克什米尔》属于兰姆运用新材料对早期工作的扩展。并表示兰姆成功找出了主要问题所在。他认为该书充满事实，同时每个章节都有额外注解，展示了少量个人对南亚的历史带来的影响可以有多大。
罗斯·蒙罗（Ross H. Munro）认为兰姆的这部著作非常权威，是一部将“毫无瑕疵的学术研究”与“动人故事”相结合的“杰作” 。
历史学家维克托·基尔南曾对《一份充满争议的遗产:克什米尔》作出推荐，认为兰姆在克什米尔区域上的论述可以视为最高权威，而这部书也和兰姆以前的著作一样彻底、不涉及利益关系以及客观。
历史学家休·汀克（Hugh Tinker）认为这部著作的手法非常精湛，表示兰姆在克什米尔问题方面是最可靠的权威，但他的发现可能难以为一些印度作家所接受。
科普兰认为《一份充满争议的遗产:克什米尔》对克什米尔问题的分析最为细致，并将这本书称为“学术巨作”。同时，科普兰指出这本书存在的少量问题之一为其参考的资料忽略了1980年代以后的著作。
梅赫拉对《一份充满争议的遗产：克什米尔》持负面态度，他认为兰姆在这部书中“毫不害臊地”（unabashedly）通过“挑印度的骨头”来拥护巴基斯坦，同时掩盖了巴基斯坦在第一次克什米尔战争中的罪责，“伊斯兰堡在这方面有很多难以否认的案例，但新德里没有，这可能很难接受。合理的做法是找出双方的一致之处，但很遗憾，这本书没有这么做”。
作家Prem Shankar Jha在其出版的一本书中对兰姆的观点作出了细致的批判，不过大卫·泰勒认为他除了提供了一些来自其他方面的不同观点之外，并未完全否定兰姆。印度历史学家Srinath Raghavan对兰姆发现《查谟和克什米尔土邦加入书》 的签署时间更可能是在1947年10月27日印度军队登陆斯利那加之后而非印度宣称的10月26日作出称赞，不过亦批评兰姆“查谟和克什米尔王公丝毫没有参与签署加入书”的说法不实，因为来自王公的部分信件表明他有参与签署。

## 荣誉
兰姆是伦敦文物学会和皇家亚洲学会指定的一名合作伙伴，除此之外亦是伦敦文物学会马来西亚分部的理事会成员。